# Ibn al-Jazari
Abu al-Khayr Shams al-Din Muhammad ibn Muhammad ibn Muhammad ibn Ali ibn Yusuf al-Jazari, di solito chiamato Ibn al-Jazari (in arabo أبو الخير شمس الدين محمد بن محمد بن محمد بن علي بن يوسف‎?; Cizre, 26 novembre 1350 – Shiraz, 2 dicembre 1439), è stato un giurista, teologo e storico arabo.
Egli fu uno studioso illustre e prolifico nel campo del qira'at del Corano, che al-Suyuti considerava la "massima autorità in materia". Le sue opere su tajwid e qira'at sono considerate classiche. La nisba (titolo di attribuzione), Jazari, denota un'origine da Jazirat ibn 'Umar.

## Biografia
Al-Jazari nacque a Damasco venerdì 26 novembre 1350 (25 Ramadan 751 AH), in un momento in cui i suoi genitori non avevano ormai più da molto tempo l'età per avere figli, eppure suo padre (un commerciante) non aveva rinunciato a ogni speranza di avere un bambino anche dopo 40 anni di matrimonio. Si dice che Al-Jazari sia nato dopo le preghiere di suo padre per un figlio durante l'Hajj. Egli completò la memorizzazione del Corano all'età di 13 anni e imparò l'arte della recitazione coranica in tenera età. A Damasco, al-Jazari fondò e diresse Dar al-Qur'an, una scuola specializzata in scienze coraniche. Viaggiò alla Mecca, a Medina, al Cairo e ad Alessandria dove apprese molto dagli studiosi del luogo, e nel 774 AH fu autorizzato dal suo insegnante Ibn Kathir a emettere verdetti nella legge islamica. Servì come qadi (giudice) di Damasco nel 793 AH e successivamente a Shiraz dove morì all'età di 79 anni venerdì 2 dicembre 1429 (5 Rabi 'al-awwal 833 AH).

## Opere
Al-Jazari ha compilato più di 90 opere su qira'at, Ḥadīth, storia e altre discipline. Queste includono:
- Taḥbīr al-taysīr fī qirāʼāt al-ʻashr (تحبير التيسير في قراءات العشر)
- Taqrīb al-Nashr fī al-qirāʼāt al-ʻashr (تقريب النشر في القراءات العشر)
- Al-Tamhīd fī ʻilm al-tajwīd (التمهيد في علم التجويد)
- Ṭayyibat al-nashr fī al-qirāʼāt al-ʻashr (طيبة النشر في القراءات العشر)
- Munjid al-Muqriʼīn wa-murshid al-ṭālibīn (منجد المقرئين ومرشد الطالبين)